# Моделювання латентного зростання
Моделюва́ння лате́нтного зроста́ння (англ. latent growth modeling) — це статистична методика, яку використовують у рамках моделювання структурними рівняннями (МСР) для оцінювання траєкторій зростання. Це метод поздовжнього аналізу для оцінювання змін протягом певного періоду часу. Його широко застосовують у галузях психології, поведінкових наук, освіти та суспільних наук. Його також називають аналізом латентних кривих зростання. Модель латентного зростання вивели з теорій МСР. Для оцінювання траєкторій зростання можна використовувати універсальне програмне забезпечення МСР, як-от, серед багатьох інших, OpenMx, lavaan (обидва — відкриті пакети в R), AMOS, Mplus, LISREL та EQS.

## Підґрунтя
Моделі латентного зростання (англ. Latent Growth Models) подають повторювані вимірювання залежних змінних як функцію часу та інших показників. Такі поздовжні дані мають спільні характеристики: тих самих досліджуваних осіб спостерігають повторювано протягом часу, за однаковими тестами (або їх паралельними версіями) у відомі моменти часу. В моделюванні латентного зростання відносне положення особи в кожен момент часу моделюють як функцію прихованого процесу зростання, причому найкращі значення параметрів цього процесу зростання допасовують до кожної особи окремо.
Ці моделі набули поширення в суспільних і поведінкових дослідженнях після того, як було показано, що їх можливо допасовувати як обмежену спільну факторну модель (англ. restricted common factor model) у рамках моделювання структурними рівняннями.
Цю методологію можливо використовувати для дослідження систематичних змін, або зростання, а також міжособистісної варіативності цих змін. Особливе зацікавлення становить кореляція параметрів зростання, так званого початкового стану та швидкості зростання, а також їхній зв'язок із коваріатами, що змінюються або залишаються сталими в часі. (Всебічний огляд див. у McArdle та Nesselroade (2003))
Хоча в багатьох застосуваннях моделей латентних кривих зростання оцінюють лише складові початкового рівня й нахилу, можливо оцінювати й складніші моделі. Моделі зі складовими вищого порядку, як-от квадратичними чи кубічними, не передбачають постійного зростання дисперсії, але потребують понад двох моментів вимірювання. Також можливо допасовувати моделі на основі кривих зростання певних функційних виглядів, часто варіантів узагальненої логістичної функції, як-от логістичної, експоненційної функцій, чи функції Ґомпертца. Хоч їх і просто допасовувати в гнучкому програмному забезпеченні, як-от OpenMx, ці складніші моделі неможливо допасовувати в пакетах МСР, в яких коефіцієнти шляху обмежені простими сталими або вільними параметрами, та не можуть бути функціями вільних параметрів і даних. Розривні моделі, в яких характер зростання змінюється у певний момент часу (наприклад, відмінний до та після якоїсь події), також можливо допасовувати у програмному забезпеченні для МСР.
Схожі питання можливо розв'язувати також за допомогою підходу багаторівневого моделювання.